# Fuente conmemorativa Swann
La Fuente conmemorativa Swann (también conocida como la Fuente de los tres ríos ) es una fuente monumental de estilo art déco ubicada en el centro de Logan Circle en Filadelfia, Pensilvania (Estados Unidos).
La fuente cuenta con una serie de esculturas diseñadas por Alexander Stirling Calder, y su estructura fue diseñada pot el arquitecto Wilson Eyre. Recuerda al doctor Wilson Cary Swann, fundador de la Sociedad de Fuentes de Filadelfia. La Sociedad había estado planeando una fuente conmemorativa en honor de su difunto presidente y fundador. Después de acordar que la fuente se convertiría en propiedad de la ciudad, a la sociedad se le otorgó el sitio en el centro de Logan Circle.
Adaptando la tradición de la escultura del “dios del río”, Calder creó grandes figuras de nativos americanos para simbolizar los principales arroyos de la zona, el Delaware, el Schuylkill y el Wissahickon. La niña apoyada de lado contra un cisne agitado que echa agua a borbotones representa el arroyo Wissahickon; la mujer madura que sostiene el cuello de un cisne representa el río Schuylkill; y la figura masculina, estirando el brazo por encima de su cabeza para agarrar su arco mientras una gran pica rocía agua sobre él, simboliza el río Delaware. Ranas y tortugas esculpidas arrojan agua hacia el géiser de 15 m en el centro, aunque normalmente el géiser solo arroja 8 m. El uso de cisnes es un juego de palabras con el nombre del doctor Swann. Eyre diseñó la cuenca y los chorros de agua entrelazados, incluido el géiser central.
Durante los meses cálidos, nadar en la fuente es una antigua tradición de Filadelfia. En el verano de 2006, la ciudad de Filadelfia comenzó a imponer una prohibición de nadar con una presencia de seguridad casi constante, pero la prohibición se eliminó en 2009.
Además de servir como el centro de Logan Square, la Fuente también se erige como el punto medio de Ben Franklin Parkway, que también incluye esculturas de otras dos generaciones de la familia Calder. El padre de Stirling Calder, Alexander Milne Calder, diseñó la estatua de William Penn en lo alto de la torre del Ayuntamiento en el extremo sureste, mientras que, en el Museo de Arte de Filadelfia en el extremo noroeste, los Fantasmas móviles son de Alexander Calder, el hijo de Stirling Calder. Esto llevó a que un ingenio local se refiriera a las tres esculturas como el Padre, el Hijo y el Espíritu Santo.
Durante muchos años, la fuente estuvo enmarcada por un magnífico círculo de árboles de paulownia, que desde entonces han sido reemplazados.

## En la cultura popular
La fuente fue mencionada en canciones de la banda de pop punk The Wonder Years. La canción "Logan Circle" de su álbum The Upsides abre con "Ellos encendieron la fuente hoy en Logan Circle"; hay varias referencias a la fuente y la ciudad de Filadelfia en las letras de la banda.

## Galería

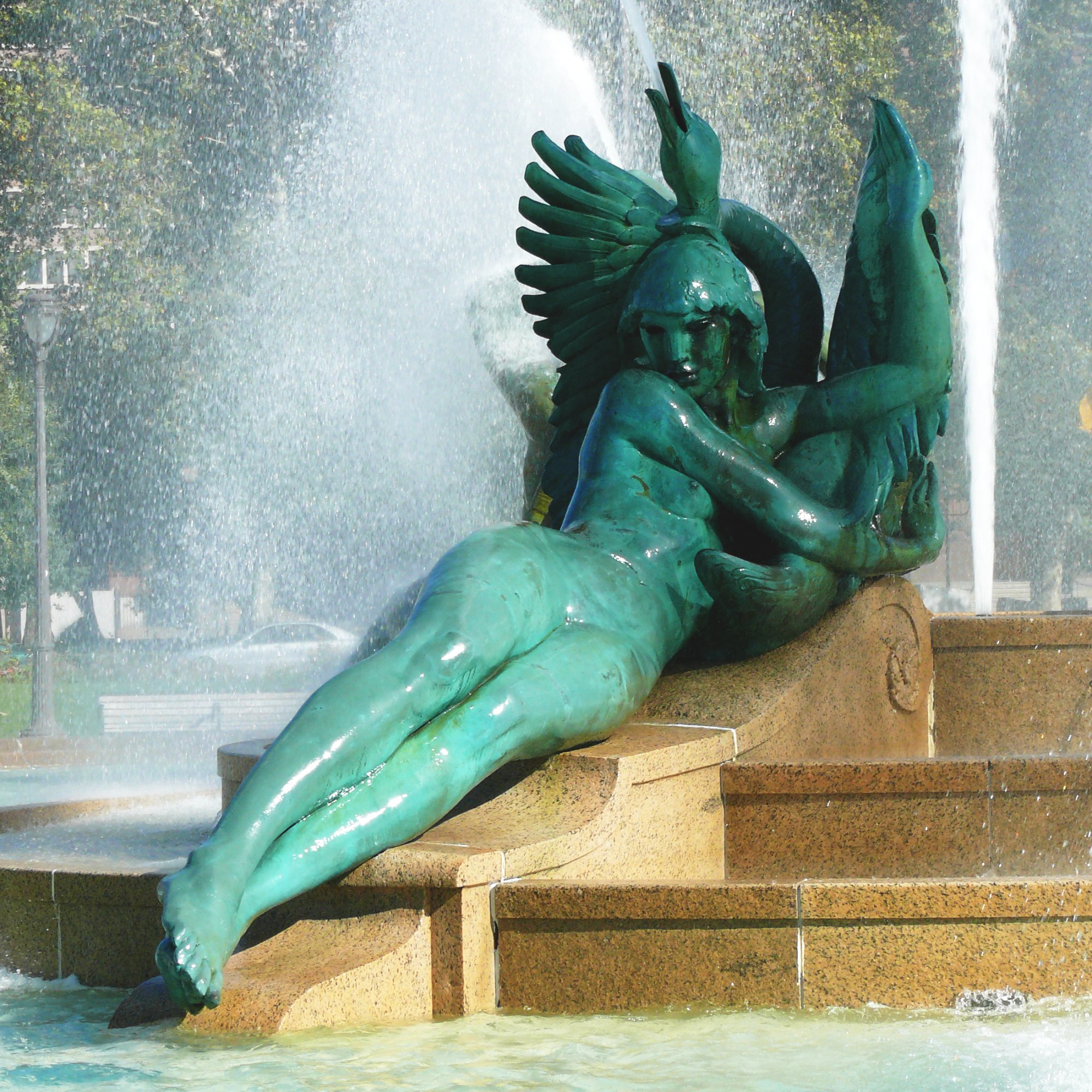
El Wissahickon
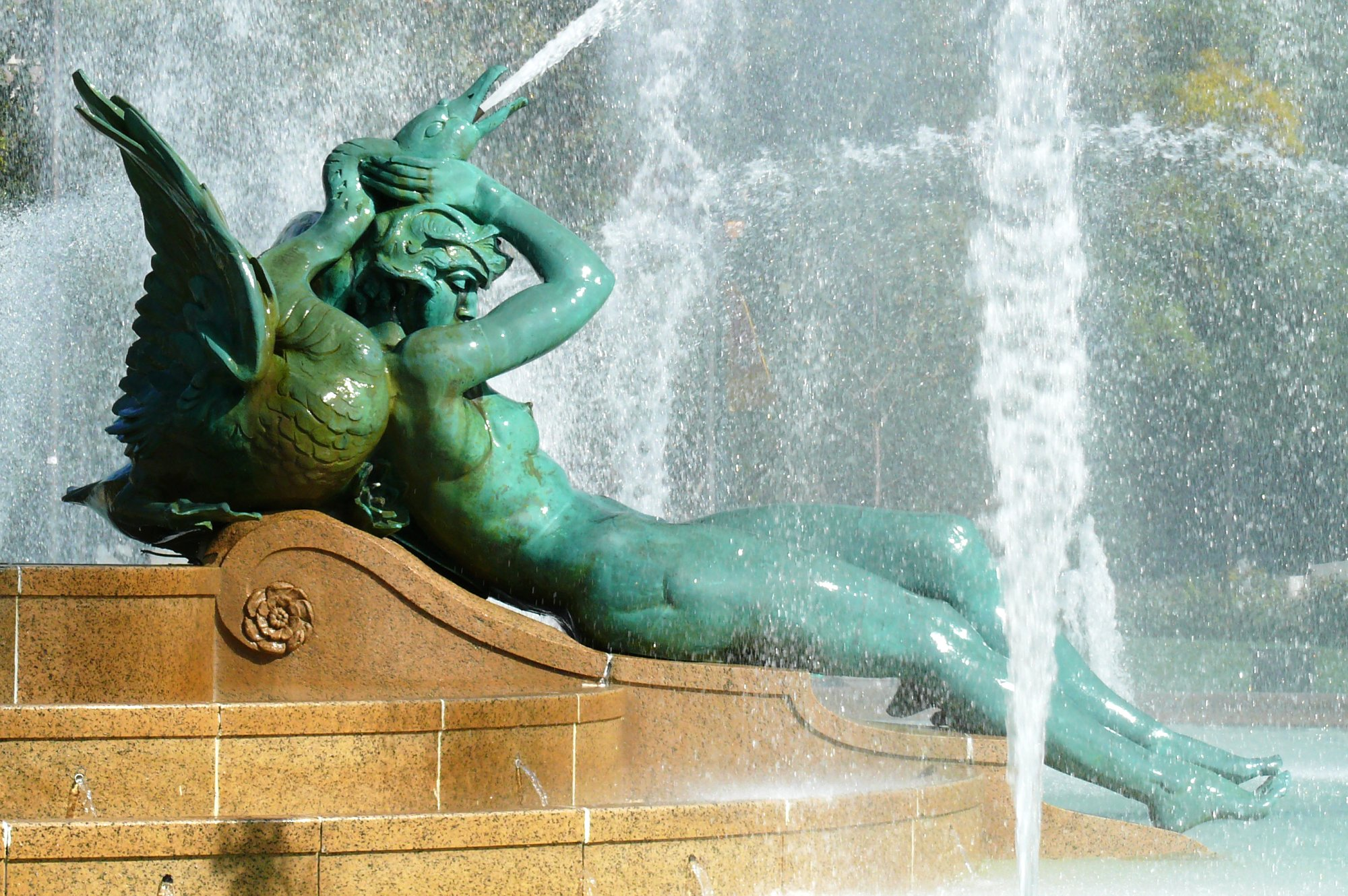
El Schuylkill
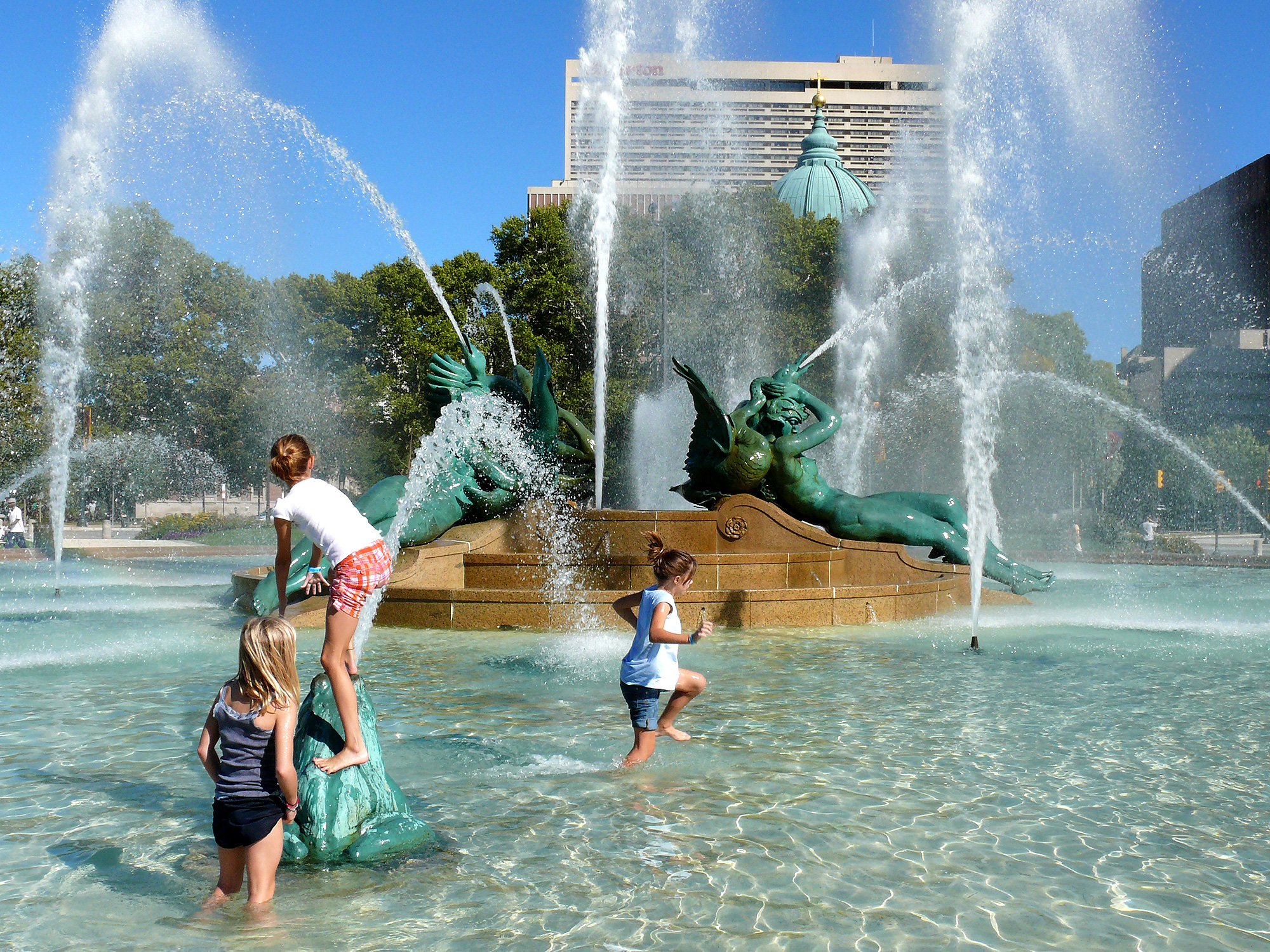
Niños jugando en la fuente